# 2012 en cyclisme
| Années du cyclisme : 2009 - 2010 - 2011 - 2012 - 2013 - 2014 - 2015    |
| Décennies du cyclisme : 1980 - 1990 - 2000 - 2010 - 2020 - 2030 - 2040 |

Cet article présente le résumé de l'année 2012 en cyclisme.

## Chronologie mensuelle

### Janvier
- 4 janvier : Allan Davis (Mitchelton Wines/Lowe Farms) remporte la Jayco Bay Classic, composé de 4 critériums. Avec 29 pts, il devance Caleb Ewan (NSWIS), 17 ans et 28 pts, grâce notamment à 2 victoires d'étapes, et Anthony Giacoppo (Bike Bug), 23 pts et vainqueur d'une étape.
- 6 janvier :
  - Paul Odlin (Subway) devient champion de Nouvelle-Zélande du contre-la-montre, en devançant son coéquipier Sam Horgan et Jesse Sergent (RadioShack-Nissan).
  - Le pistard français Grégory Baugé fait l'objet d'une suspension rétroactive, qui le prive des victoires acquises en 2011 mais pas de courses en 2012[1].
- 8 janvier :
  - Simon Gerrans (GreenEDGE) est sacré champion d'Australie. Il devance Matthew Lloyd (Lampre-ISD) et Richie Porte (Sky).
  - Michael Vink (Mico Protrain) est le nouveau champion de Nouvelle-Zélande, devançant Jame Williamson (PureBlack Racing) et Patrick Bevin (Bissell).
  - Aurélien Duval (UV Aude) devient champion de France de cyclo-cross. Il devance les deux coureurs de la FDJ-BigMat Steve Chainel et Francis Mourey (sextuple champion de France de la spécialité). Lars Boom (Rabobank), Sven Nys (Landbouwkrediet) et Zdeněk Štybar (Omega Pharma-Quick Step) font de même, respectivement, aux Pays-Bas, en Belgique et en République tchèque (Les autres résultats).
- 10 janvier : Luke Durbridge (GreenEDGE) devance son coéquipier et tenant du titre Cameron Meyer et Michael Rogers (Sky) pour s'adjuger le titre de champion d'Australie du contre-la-montre.
- 13 janvier : lors de la 1re journée de la 3e manche de la Coupe du monde de cyclisme sur piste, à Pékin, les épreuves par équipes hommes sont dominées par les Russes, puisque RusVelo devance l'Australie et la Nouvelle-Zélande sur la poursuite par équipes, tandis que la vitesse par équipes revient à la formation Moscow Track, devant la Chine et la Nouvelle-Zélande. Le scratch est remporté par Kirill Sveshnikov, en devançant Albert Torres et Aliaksandr Lisouski. Chez les femmes, l'Ukraine s'adjuge la poursuite par équipes, devançant la Biélorussie et la Chine. La Chine, qui devance la Lituanie et le MAX Success Sports, s'impose sur la vitesse par équipes, Lisandra Guerra gagne le 500 m devant Anastasiia Voinova et Jingjing Shi, et Aksana Papko devance Katarzyna Pawłowska et Victoria Kondel pour s'adjuger la course aux points.
- 14 janvier : lors de la 2e journée de la 3e manche de la Coupe du monde de cyclisme sur piste, chez les hommes, Peter Latham remporte la poursuite individuelle, en devançant Mitchell Mulhern et Kévin Labèque, François Pervis s'adjuge le Keirin, devant Sergei Borisov et Andrew Taylor, et Glenn O'Shea devance Bryan Coquard et Nikias Arndt pour s'imposer sur l'Omnium, tandis que la vitesse individuelle femmes revient à Guo Shuang, qui devance Simona Krupeckaitė et Junhong Lin.
- 15 janvier : lors de la 3e journée de la 3e manche de la Coupe du monde de cyclisme sur piste, chez les hommes, Charlie Conord s'impose lors de la vitesse individuelle, devant Lei Zhang et Denis Dmitriev, tandis que l'Américaine revient à la République tchèque, qui devance la Belgique et l'Espagne. Chez les femmes, Guo Shuang gagne le Keirin, en devançant Simona Krupeckaitė et Daniela Grelui, alors que Evgenia Romanyuta devance Li Huang et Małgorzata Wojtyra pour s'adjuger l'Omnium.
  - Zdeněk Štybar remporte la 7e manche de la Coupe du monde de cyclo-cross. Il devance Kevin Pauwels et Radomír Šimůnek Jr.
- 16 janvier : le Tribunal arbitral du sport annonce le report du jugement d'Alberto Contador (Saxo Bank) à fin janvier[2].
- 22 janvier :
  - Simon Gerrans (GreenEDGE) s'adjuge le Tour Down Under, prenant ainsi la tête de l'UCI World Tour, dans le même temps qu'Alejandro Valverde (Movistar), vainqueur de la 5e étape pour son retour de suspension et qu'il devance à l'addition des places. Tiago Machado (RadioShack-Nissan) complète le podium.
  - Kevin Pauwels gagne la 8e et dernière manche de la Coupe du monde de cyclo-cross, en devançant Zdeněk Štybar et Klaas Vantornout. Avec 590 pts, Kevin Pauwels, déjà leader, devance au classement général Sven Nys (540 pts) et Zdeněk Štybar (525 pts). Dans les autres catégories, les Pays-Bas dominent les classements finals. Chez les femmes, Daphny van den Brand et Marianne Vos signent un doublé, devançant l'Américaine Katherine Compton ; Lars van der Haar a dominé la catégorie espoirs, devant son compatriote Mike Teunissen et le Français Julian Alaphilippe ; enfin, chez les juniors, Mathieu van der Poel devance les Français Quentin Jauregui et Romain Seigle.
  - Damien Monier (Cofidis) est blessé, après avoir été renversé par une voiture à l'entraînement[3].
- 28 janvier :
  - Mathieu van der Poel (Pays-Bas) est sacré champion du monde de cyclo-cross juniors, en devançant Wout van Aert (Belgique) et Quentin Jauregui (France).
  - Lars van der Haar (Pays-Bas) devient champion du monde de cyclo-cross espoirs. Il devance Wietse Bosmans (Belgique) et son compatriote Michiel van der Heijden.
- 29 janvier :
  - Marianne Vos remporte son 5e titre de championne du monde de cyclo-cross, un record[4]. Elle devance Daphny van den Brand et Sanne Cant.
  - Lors des championnats du monde de cyclo-cross, les Belges réalisent l'exploit de placer leurs 7 coureurs aux 7 premières places de la course masculine. Niels Albert est sacré pour la deuxième fois de sa carrière, Rob Peeters et Kevin Pauwels complétant le podium[5].
  - Samuel Dumoulin (Cofidis) règle un groupe de 13 coureurs pour s'adjuger le Grand Prix d'ouverture La Marseillaise, devant Marco Marcato (Vacansoleil-DCM) et Arthur Vichot (FDJ-BigMat).
  - Levi Leipheimer (Omega Pharma-Quick Step), vainqueur de la 4e étape, s'impose lors du Tour de San Luis, en devançant Alberto Contador (Saxo Bank), vainqueur des 3e et 5e étapes, et Daniel Díaz (San Luis).

### Février
- 4 février : Elia Viviani (Liquigas-Cannondale) remporte pour la deuxième année consécutive le Grand Prix de la côte étrusque, en devançant Sacha Modolo (Colnago-CSF Inox) et Filippo Baggio (Utensilnord Named), pour un podium uniquement composé d'Italiens de moins de 25 ans.
- 5 février :
  - Vainqueur de la 5eb étape, Jérôme Coppel (Saur-Sojasun) s'adjuge l'Étoile de Bessèges. Il devance Franck Vermeulen (Véranda Rideau-Super U) et Rein Taaramäe (Cofidis).
  - Andrew Fenn (Omega Pharma-Quick Step) s'impose lors de la première manche du Challenge de Majorque, le Trofeo Palma, devançant André Schulze (NetApp) et Alexander Porsev (Katusha).
- 6 février :
  - Andrew Fenn (Omega Pharma-Quick Step) gagne la deuxième manche du Challenge de Majorque, le Trofeo Migjorn, devant Alexander Porsev (Katusha) et Matteo Pelucchi (Europcar).
  - Alberto Contador (Saxo Bank) est suspendu deux ans par le Tribunal arbitral du sport à la suite de son contrôle positif au clenbuterol lors du Tour de France 2010[6],[7].
- 7 février : l'équipe Sky place deux coureurs sur le podium de la troisième manche du Challenge de Majorque, le Trofeo Deià, par l'intermédiaire de Lars Petter Nordhaug, vainqueur, et Sergio Henao, troisième. Rui Costa (Movistar) complète le podium.
- 8 février : la quatrième manche du Challenge de Majorque, le Trofeo Serra de Tramuntana, est annulée pour cause de neige[8].
- 9 février : Jan Ullrich est suspendu deux ans par le Tribunal arbitral du sport[9].
- 10 février : Tom Boonen (Omega Pharma-Quick Step) remporte son quatrième Tour du Qatar. Vainqueur de deux étapes, il devance Tyler Farrar (Garmin-Barracuda) et Juan Antonio Flecha (Sky).
- 12 février :
  - Vainqueur de 2 étapes, Jonathan Tiernan-Locke (Endura Racing) s'impose sur le Tour méditerranéen, en devançant Michel Kreder (Garmin-Barracuda), lui aussi gagnant de 2 étapes, et Daniel Navarro (Saxo Bank).
  - En remportant les 2 étapes de l'épreuve, aux termes de deux sprints massifs, Elia Viviani (Liquigas-Cannondale) s'adjuge le Tour de la province de Reggio de Calabre, devant Daniele Colli (Type 1-Sanofi) et Elia Favilli (Farnese Vini-Selle Italia).
- 18 février : Moreno Moser (Liquigas-Cannondale) gagne le Trofeo Laigueglia, devançant Miguel Ángel Rubiano (Androni Giocattoli-Venezuela) et Matteo Montaguti (AG2R La Mondiale).
- 19 février :
  - Peter Velits (Omega Pharma-Quick Step) remporte le Tour d'Oman, devant Vincenzo Nibali (Liquigas-Cannondale), vainqueur d'une étape, et Tony Gallopin (RadioShack-Nissan).
  - Vainqueur de la 3e étape (montagne) et de la 5e étape (contre-la-montre), Richie Porte (Sky) s'adjuge le Tour de l'Algarve. Il devance Tony Martin (Omega Pharma-Quick Step) et son coéquipier Bradley Wiggins, respectivement 2e et 1er du contre-la-montre.
  - Jonathan Tiernan-Locke (Endura Racing), vainqueur de la 2e étape, s'impose sur le Tour du Haut-Var, devançant Julien El Fares (Type 1-Sanofi) et Julien Simon (Saur-Sojasun).
- 23 février :
  - Alejandro Valverde (Movistar) gagne le Tour d'Andalousie, devant Rein Taaramäe (Cofidis) et Jérôme Coppel (Saur-Sojasun).
  - Yoann Offredo (FDJ-BigMat) est suspendu 1 an pour 3 « no-shows »[10].
- 25 février : Sep Vanmarcke (Garmin-Barracuda) s'impose sur le Circuit Het Nieuwsblad. Il devance Tom Boonen (Omega Pharma-Quick Step) et Juan Antonio Flecha (Sky).
- 26 février :
  - Sprint massif sur Kuurne-Bruxelles-Kuurne, gagné par Mark Cavendish (Sky), qui devance Yauheni Hutarovich (FDJ-BigMat) et Kenny van Hummel (Vacansoleil-DCM).
  - Michael Matthews (Rabobank) s'adjuge au sprint la Clásica de Almería, en devançant Borut Božič (Astana) et Roger Kluge (Project 1t4i).
  - Triplé italien au Grand Prix de Lugano, remporté en solitaire par Eros Capecchi (Liquigas-Cannondale), tandis que Damiano Cunego (Lampre-ISD) règle le sprint du peloton, à quelques secondes. Enrico Battaglin (Colnago-CSF Inox) complète le podium.
  - Rémi Pauriol (FDJ-BigMat) gagne les Boucles du Sud Ardèche, devançant son coéquipier Arthur Vichot et Ion Izagirre (Euskaltel-Euskadi).
- 29 février :
  - Arnaud Démare (FDJ-BigMat) s'impose au Samyn, devant Kris Boeckmans (Vacansoleil-DCM) et Adrien Petit (Cofidis).
  - L'UCI a annoncé une aide pour le Tour de Catalogne, le Tour du Pays basque et la Classique de Saint-Sébastien, 3 courses en difficultés[11],[12].

### Mars
- 3 mars : Fabian Cancellara (RadioShack-Nissan) s'impose en solitaire sur les Strade Bianche. Il devance Maxim Iglinskiy (Astana) et Oscar Gatto (Farnese Vini-Selle Italia).
- 4 mars :
  - Triplé sud-américain sur le Tour de Langkawi, où le Colombien José Serpa (Androni Giocattoli-Venezuela), vainqueur de 2 étapes, devance son coéquipier, le Vénézuélien José Rujano, et son compatriote Víctor Niño (Azad University).
  - Grâce à sa victoire dans la 1re étape, Nairo Quintana (Movistar) s'adjuge le Tour de Murcie, en devançant Jonathan Tiernan-Locke (Endura Racing) et Wout Poels (Vacansoleil-DCM).
- 11 mars : vainqueur de la dernière étape, Bradley Wiggins (Sky) remporte Paris-Nice, devant Lieuwe Westra (Vacansoleil-DCM) et Alejandro Valverde (Movistar), tous deux vainqueurs d'une étape. Valverde prend la tête de l'UCI World Tour.
- 13 mars : Vincenzo Nibali (Liquigas-Cannondale), vainqueur de la 5e étape, gagne Tirreno-Adriatico, devançant Christopher Horner (RadioShack-Nissan) et Roman Kreuziger (Astana). Alejandro Valverde (Movistar) conserve la tête de l'UCI World Tour.
- 14 mars : Francesco Chicchi (Omega Pharma-Quick Step) s'impose lors de Nokere Koerse. Il devance Kris Boeckmans (Vacansoleil-DCM) et Boy van Poppel (UnitedHealthcare).
- 16 mars : Francesco Chicchi (Omega Pharma-Quick Step) s'adjuge la Handzame Classic, en devançant Adam Blythe (BMC Racing) et Marcel Kittel (Project 1t4i).
- 17 mars :
  - Simon Gerrans (GreenEDGE) remporte Milan-San Remo, en réglant au sprint ses 2 compagnons d'échappée, Fabian Cancellara (RadioShack-Nissan), auteur d'un très gros travail dans le final, et Vincenzo Nibali (Liquigas-Cannondale). Il prend ainsi la tête de l'UCI World Tour.
  - Florian Vachon (Bretagne-Schuller) gagne la Classic Loire-Atlantique, devant Mirko Selvaggi (Vacansoleil-DCM) et Sébastien Delfosse (Landbouwkrediet-Euphony).
- 18 mars : Arnaud Démare (FDJ-BigMat) s'adjuge Cholet-Pays de Loire, en devançant Laurent Mangel (Saur-Sojasun) et son coéquipier Mickaël Delage.
- 21 mars : Niki Terpstra (Omega Pharma-Quick Step) s'impose sur À travers les Flandres, devançant son coéquipier Sylvain Chavanel et Koen de Kort (Project 1t4i).
- 23 mars :
  - Tom Boonen (Omega Pharma-Quick Step) remporte le Grand Prix E3. Il devance Óscar Freire (Katusha) et Bernhard Eisel (Sky). Simon Gerrans (GreenEDGE) conserve la tête de l'UCI World Tour.
  - L'UCI annonce plusieurs mesures importantes[13].
- 24 mars : vainqueur de la dernière étape, Jan Bárta (NetApp) gagne la Semaine internationale Coppi et Bartali, devançant son coéquipier Bartosz Huzarski et Diego Ulissi (Lampre-ISD), qui s'impose sur 2 étapes.
- 25 mars :
  - Tom Boonen (Omega Pharma-Quick Step) conserve son titre sur Gand-Wevelgem, en devançant Peter Sagan (Liquigas-Cannondale) et Matti Breschel (Rabobank).
  - Vainqueur des 2 premières étapes, Michael Albasini (GreenEDGE) s'adjuge le Tour de Catalogne, devant Samuel Sánchez (Euskaltel-Euskadi), qui s'impose sur la 6e étape, et Jurgen Van den Broeck (Lotto-Belisol). Simon Gerrans (GreenEDGE) conserve la tête de l'UCI World Tour.
  - Grâce notamment à sa victoire dans le contre-la-montre, Cadel Evans (BMC Racing) remporte le Critérium international. Il devance Pierrick Fédrigo (FDJ-BigMat), vainqueur de la dernière étape, et Michael Rogers (Sky).
- 29 mars : en s'imposant sur la dernière étape, Sylvain Chavanel (Omega Pharma-Quick Step) s'adjuge les Trois Jours de La Panne, en devançant Lieuwe Westra (Vacansoleil-DCM) et Maciej Bodnar (Liquigas-Cannondale).
- 30 mars : Roberto Ferrari (Androni Giocattoli-Venezuela) s'impose sur la Route Adélie de Vitré, devançant Laurent Pichon (Bretagne-Schuller) et Julien Simon (Saur-Sojasun).
- 31 mars :
  - L'Espagnol Daniel Moreno (Katusha) gagne le Grand Prix Miguel Indurain. Il devance ses compatriotes Mikel Landa (Euskaltel-Euskadi) et Ángel Madrazo (Movistar).
  - Pavel Brutt (Katusha) s'adjuge le Hel van het Mergelland, devant Simon Geschke (Project 1t4i) et Daniel Schorn (NetApp).

### Avril
- 1er avril :
  - Tom Boonen (Omega Pharma-Quick Step) devance au sprint ses compagnons d'échappée Filippo Pozzato (Farnese Vini-Selle Italia) et Alessandro Ballan (BMC Racing) pour remporter le Tour des Flandres, et s'emparer ainsi de la tête de l'UCI World Tour. À noter qu'il s'agit de la première course d'Argos-Shimano, nouveau nom du Project 1t4i[14].
  - Roberto Ferrari (Androni Giocattoli-Venezuela) s'adjuge au sprint la Flèche d'Émeraude. Il devance Nacer Bouhanni (FDJ-BigMat) et Jimmy Engoulvent (Saur-Sojasun).
- 2 avril : la Commission des licences de l'UCI annonce que l'équipe Saxo Bank reste dans l'UCI World Tour[15].
- 4 avril : Marcel Kittel (Argos-Shimano) s'adjuge le Grand Prix de l'Escaut, en devançant au sprint Tyler Farrar (Garmin-Barracuda) et Theo Bos (Rabobank).
- 5 avril : les Lotto-Belisol brillent sur le Grand Prix Pino Cerami, où Gaëtan Bille s'impose devant Romain Feillu (Vacansoleil-DCM) et son coéquipier Jonas Van Genechten.
- 6 avril : Grâce à leur résultat dans la 3e étape, Luke Durbridge (GreenEDGE), Manuele Boaro (Saxo Bank) et Nélson Oliveira (RadioShack-Nissan) dominent le classement général du Circuit de la Sarthe.
- 7 avril : l'équipe basque Euskaltel-Euskadi remporte pour la deuxième fois (après 2003 avec Iban Mayo) le Tour du Pays basque, grâce à Samuel Sánchez, avec en prime deux étapes. Sánchez devance Joaquim Rodríguez (Katusha), lui aussi vainqueur de deux étapes, et Bauke Mollema (Rabobank).
- 8 avril :
  - Tom Boonen (Omega Pharma-Quick Step) remporte, après une cinquantaine de kilomètres en solitaire, Paris-Roubaix, son 4e, égalant le record de Roger De Vlaeminck[16], confortant également sa 1re place de l'UCI World Tour. Sébastien Turgot (Europcar) et Alessandro Ballan (BMC Racing) complètent le podium.
  - Fin des mondiaux de cyclisme sur piste, qui se sont déroulés à Melbourne : l'Australie et le Royaume-Uni dominent le tableau des médailles, loin devant l'Allemagne[17].
  - Giovanni Visconti (Movistar) devance son coéquipier Alejandro Valverde et Igor Antón (Euskaltel-Euskadi) pour s'adjuger la Klasika Primavera.
- 9 avril : Jan Bárta (NetApp) s'impose en solitaire sur le Tour de Cologne. Il devance Gediminas Bagdonas (An Post-Sean Kelly) et Tomasz Marczyński (Vacansoleil-DCM).
- 10 avril : Pierre-Luc Périchon (La Pomme Marseille) gagne Paris-Camembert, devant Cyril Bessy (Saur-Sojasun) et Jean-Marc Bideau (Bretagne-Schuller).
- 11 avril : Thomas Voeckler (Europcar) s'adjuge la Flèche brabançonne. Il devance Óscar Freire (Katusha) et Pieter Serry (Topsport Vlaanderen-Mercator).
- 12 avril : Juan José Haedo (Saxo Bank) remporte le Grand Prix de Denain, en devançant au sprint Alex Rasmussen (Garmin-Barracuda) et Andrea Guardini (Farnese Vini-Selle Italia).
- 14 avril : Julien Simon (Saur-Sojasun) gagne le Tour du Finistère, devançant Samuel Dumoulin (Cofidis) et Jonathan McEvoy (Endura Racing).
- 15 avril :
  - Enrico Gasparotto (Astana) s'impose sur l'Amstel Gold Race, dont le final sera aussi le théâtre des prochains mondiaux[18], devant Jelle Vanendert (Lotto-Belisol) et Peter Sagan (Liquigas-Cannondale). Tom Boonen (Omega Pharma-Quick Step) conserve la tête de l'UCI World Tour.
  - Javier Moreno (Movistar) s'adjuge le Tour de Castille-et-León. Guillaume Levarlet (Saur-Sojasun) et Pablo Urtasun (Euskaltel-Euskadi) complètent le podium.
  - Triplé italien au Tour des Apennins, où Fabio Felline (Androni Giocattoli-Venezuela) devance Gianluca Brambilla (Colnago-CSF Inox) et Francesco Reda (Acqua & Sapone).
  - Ryan Roth (SpiderTech-C10) remporte le Tro Bro Leon, en devançant Benoît Jarrier (Véranda Rideau-Super U) et son coéquipier Guillaume Boivin.

### Mai
- 5 mai : début du Tour d'Italie.
- 27 mai : fin du Tour d'Italie remporté par le canadien Ryder Hesjedal (Garmin-Barracuda).

### Juin
- 30 juin : début du Tour de France.

### Juillet
- 22 juillet : fin du Tour de France. Le Britannique Bradley Wiggins (Sky) devient le premier Britannique à s'imposer dans cette compétition. Il devance son coéquipier et compatriote Christopher Froome ainsi que l'Italien Vincenzo Nibali (Liquigas-Cannondale).
- 28 juillet : le Kazakh Alexandre Vinokourov devient champion olympique sur route en s'imposant au sprint devant le Colombien Rigoberto Urán. Le Norvégien Alexander Kristoff complète le podium en réglant le sprint du premier peloton.

### Août
- 2 août : le Royaume-Uni remporte le titre olympique de vitesse par équipes en battant le record du monde.
- 14 août : le Kazakh Alexandre Vinokourov met un terme à sa carrière à l'occasion de la Classique de Saint-Sébastien, remportée par Luis León Sánchez (Rabobank).
- 18 août : début du Tour d'Espagne.
- 23 août : Lance Armstrong annonce qu'il ne contestera pas les résultats de l'enquête de l'agence américaine contre le dopage (USADA)[19]

### Septembre
- 9 septembre : fin du Tour d'Espagne.

### Octobre
- 3 octobre : l'UCI dévoile les 19 équipes candidates à une licence World Tour pour l'édition 2013 : les 18 équipes World Tour actuelles et Argos-Shimano[20].
- 10 octobre : l'USADA dévoile le rapport à charge détaillant le système de dopage de Lance Armstrong, l'un des plus sophistiqués alors[19].
- 22 octobre : l'UCI se prononce sur le cas Armstrong et applique les recommandations de l'USADA : le cycliste est radié à vie du vélo et est déchu de ses sept maillots jaunes qu'il remporta de 1999 à 2005, le palmarès reste vierge[19].

## Grands tours

### Tour d'Italie
- Vainqueur :  Ryder Hesjedal (Garmin-Barracuda)
- 2e :  Joaquim Rodríguez (Katusha)
- 3e :  Thomas De Gendt (Vacansoleil-DCM)
- Classement par points :  Joaquim Rodríguez (Katusha)
- Meilleur grimpeur :  Matteo Rabottini (Farnese Vini-Selle Italia)
- Meilleur jeune :  Rigoberto Urán (Sky)
- Meilleure équipe :  Katusha

### Tour de France
- Vainqueur :  Bradley Wiggins (Sky)
- 2e :  Christopher Froome (Sky)
- 3e :  Vincenzo Nibali (Liquigas-Cannondale)
- Classement par points : Peter Sagan (Liquigas-Cannondale)
- Meilleur grimpeur :  Thomas Voeckler (Europcar)
- Meilleur jeune :  Tejay van Garderen (BMC Racing)
- Meilleure équipe :  (RadioShack-Nissan)
- Super-combatif :  Chris Anker Sørensen (Saxo Bank-Tinkoff Bank)

### Tour d'Espagne
- Vainqueur :  Alberto Contador (Saxo Bank-Tinkoff Bank)
- 2e :  Alejandro Valverde (Movistar)
- 3e :  Joaquim Rodríguez (Katusha)
- Classement par points :  Alejandro Valverde (Movistar)
- Meilleur grimpeur :  Simon Clarke (Orica-GreenEDGE)
- Classement du combiné :  Alejandro Valverde (Movistar)
- Meilleure équipe :  Movistar

## Principales classiques
- Milan-San Remo :  Simon Gerrans (GreenEDGE)
- Gand-Wevelgem :  Tom Boonen (Omega Pharma-Quick Step)
- Tour des Flandres :  Tom Boonen (Omega Pharma-Quick Step)
- Paris-Roubaix :  Tom Boonen (Omega Pharma-Quick Step)
- Amstel Gold Race :  Enrico Gasparotto (Astana)
- Flèche wallonne :  Joaquim Rodríguez (Katusha)
- Liège-Bastogne-Liège :  Maxim Iglinskiy (Astana)
- Classique de Saint-Sébastien :  Luis León Sánchez (Rabobank)
- Tour de Lombardie :  Joaquim Rodríguez (Katusha)
- Paris-Tours :  Marco Marcato (Vacansoleil-DCM)

## Championnats

### Championnats du monde

#### Championnats du monde de cyclo-cross
| Épreuves       | Or                            | Argent                        | Bronze                           |
| -------------- | ----------------------------- | ----------------------------- | -------------------------------- |
| Élites hommes  | Niels Albert Belgique         | Rob Peeters Belgique          | Kevin Pauwels Belgique           |
| Élites femmes  | Marianne Vos Pays-Bas         | Daphny van den Brand Pays-Bas | Sanne Cant Belgique              |
| Espoirs hommes | Lars van der Haar Pays-Bas    | Wietse Bosmans Belgique       | Michiel van der Heijden Pays-Bas |
| Juniors hommes | Mathieu van der Poel Pays-Bas | Wout van Aert Belgique        | Quentin Jauregui France          |

#### Championnats du monde sur route
| Contre-la-montre | Or                               | Argent                         | Bronze                           |
| ---------------- | -------------------------------- | ------------------------------ | -------------------------------- |
| Élites hommes    | Tony Martin Allemagne            | Taylor Phinney États-Unis      | Vasil Kiryienka Biélorussie      |
| Élites femmes    | Judith Arndt Allemagne           | Evelyn Stevens États-Unis      | Linda Villumsen Nouvelle-Zélande |
| Espoirs hommes   | Anton Vorobyev Russie            | Rohan Dennis Australie         | Damien Howson Australie          |
| Juniors hommes   | Oskar Svendsen Norvège           | Matej Mohorič Slovénie         | Maximilian Schachmann Allemagne  |
| Juniors femmes   | Elinor Barker Royaume-Uni        | Cecilie Uttrup Ludwig Danemark | Demi de Jong Pays-Bas            |
| Équipes hommes   | Omega Pharma-Quick Step Belgique | BMC Racing États-Unis          | Orica-GreenEDGE Australie        |
| Équipes femmes   | Specialized-Lululemon Allemagne  | Orica-AIS Australie            | AA-Drink-Leontien.nl Pays-Bas    |

| Course en ligne | Or                         | Argent                       | Bronze                          |
| --------------- | -------------------------- | ---------------------------- | ------------------------------- |
| Élites hommes   | Philippe Gilbert Belgique  | Edvald Boasson Hagen Norvège | Alejandro Valverde Espagne      |
| Élites femmes   | Marianne Vos Pays-Bas      | Rachel Neylan Australie      | Elisa Longo Borghini Italie     |
| Espoirs hommes  | Alexey Lutsenko Kazakhstan | Bryan Coquard France         | Tom Van Asbroeck Belgique       |
| Juniors hommes  | Matej Mohorič Slovénie     | Caleb Ewan Australie         | Josip Rumac Croatie             |
| Juniors femmes  | Lucy Garner Royaume-Uni    | Eline Brustad Norvège        | Anna Zita Maria Stricker Italie |

### Principaux champions nationaux sur route
- Afrique du Sud : Robert Hunter (Garmin-Barracuda)
- Allemagne : Fabian Wegmann (Garmin-Barracuda)
- Australie : Simon Gerrans (GreenEDGE)
- Belgique : Tom Boonen (Omega Pharma-Quick Step)
- Biélorussie : Yauheni Hutarovich (FDJ-BigMat)
- Bulgarie : Danail Petrov (Caja Rural)
- Canada : Ryan Roth (SpiderTech-C10)
- Espagne : Francisco Ventoso (Movistar)
- États-Unis : Timothy Duggan (Liquigas-Cannondale)
- France : Nacer Bouhanni (FDJ-BigMat)
- Grande-Bretagne : Ian Stannard (Sky)
- Italie : Franco Pellizotti (Androni Giocattoli-Venezuela)
- Luxembourg : Laurent Didier (RadioShack-Nissan)
- Norvège : Edvald Boasson Hagen (Sky)
- Pays-Bas : Niki Terpstra (Omega Pharma-Quick Step)
- Russie : Eduard Vorganov (Katusha)
- Suisse : Martin Kohler (BMC Racing)

## Principaux décès
- 4 mars : Maurice De Muer, cycliste et directeur sportif français. (° 4 octobre 1921)
- 26 mai : Arthur Decabooter, cycliste belge. (° 3 octobre 1936)
- 9 juin : Régis Clère, cycliste français. (° 15 août 1956)
- 12 juin : Aldo Ronconi, cycliste italien. (° 20 septembre 1918)
- 5 juillet : Rob Goris, cycliste belge. (° 15 mars 1982)
- 9 septembre : Désiré Letort, cycliste français. (° 29 janvier 1943)
- 19 septembre : Víctor Cabedo, cycliste espagnol. (° 15 juin 1989)
- 14 octobre : Kyle Bennett, spécialiste américain du BMX. (° 25 septembre 1979)
- 19 octobre : Fiorenzo Magni, cycliste italien. (° 7 décembre 1920)
- 16 décembre : Iñaki Lejarreta, VTTiste espagnol. (° 1er septembre 1983)